# Es-Sabria
Es-Sabria (in arabo الصابرية‎?, al-Ṣābiriyya) è un centro abitato della Libia, nella regione della Tripolitania.